# 21e Panzerdivision
La 21e Panzerdivision était une division blindée de l’armée de terre allemande, la Heer, au sein de la Wehrmacht durant la Seconde Guerre mondiale. Elle a été formée en janvier 1941 sous le nom de 5e division légère (5. leichte Division) mais est très vite surnommée « Division Légère Afrika » (leichte Division Afrika). Elle est officiellement renommée 21e Panzer-Division le 1er août 1941.
Elle est envoyée en Afrique du Nord au sein de l’Afrika-Korps au mois d’août 1941 et est détruite en Tunisie en mai 1943. Reconstituée en juillet 1943 en France, elle prend part aux combats en Normandie dès le 6 juin 1944 à la suite desquels elle est détruite dans la Poche de Falaise. Reconstituée une deuxième fois en septembre 1944 en Lorraine, elle participe à l’Opération Nordwind en Alsace du Nord puis est basculée sur le front de l’est où elle est détruite dans la Poche d’Halbe au sud-est de Berlin le 1er mai 1945.

## Emblèmes divisionnaires

Insigne de la 21e Panzerdivision
Une variante de l'insigne de la 21e Panzerdivision
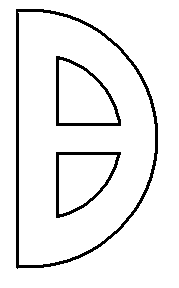
Une autre variante de l'insigne de la 21e Panzerdivision

## Histoire

### Opérations en Afrique du nord
Pour secourir l'armée italienne en déroute en Libye, le 11 janvier 1941, Adolf Hitler ordonne à la Wehrmacht d'envoyer un Speerverband (littéralement : « détachement de pointe ») formé à partir des unités issues de la 3e Panzerdivision.
Ce groupement prend le nom de 5. leichte division et est confiée au Generalmajor Johannes Streich.
Le 5 février, Hitler décide d'envoyer une deuxième division et le lendemain, il charge Erwin Rommel de prendre le commandement de ces deux unités, ainsi que des troupes mécanisées italiennes. Rommel arrive à Tripoli, le 12 février, suivi deux jours plus tard par l'avant-garde de la 5. leichte Division, à savoir l'Aufklärungsabteilung 3 et le Panzerjägerabteilung (mot.) 605.
Ces faibles forces montent quelques coups de main, pour impressionner les Britanniques, qui de tout façon, ont ordre de suspendre leur avance.
Le 11 mars, c'est le Panzer regiment 5, qui débarque, avec 150 chars dont 80 PzKW III et PzKW IV.
Le 31 mars, Rommel déclenche une contre-attaque, en coupant à travers le désert, et repousse les Britanniques jusqu'à la frontière égyptienne, encerclant la garnison australienne de Tobrouk, le 11 avril. Cependant, les assauts contre le port échouent face à la détermination de la 9e Australian division, qui parvient même à anéantir, un des deux bataillons de mitrailleurs de la 5. leichte Division, le Maschinengewehr Btl. 8, lors d'une contre-attaque, le 13 avril, la situation est alors bloquée et Rommel, doit attendre des renforts et une amélioration de son ravitaillement, pour reprendre son avance vers l'Égypte.
Après l'arrivée de la 15e Panzerdivision sur le théâtre africain, le 1er août 1941, la 5e division légère est restructurée et prend le nom de 21e Panzerdivision.
Elle faisait alors partie de l'Afrikakorps commandé par le Generalfeldmarschall Erwin Rommel.
La division fut employée durant la campagne d'Afrique, au début surtout contre des unités britanniques, plus tard contre diverses unités alliées. Lors de la seconde bataille d'El Alamein et lors de sa retraite vers la Tunisie en 1942, la division a subi de lourdes pertes.
Elle était à la tête de la contre-attaque lors de la bataille de Kasserine mais elle fut anéantie, comme la plupart des unités allemandes, près de Tunis en 1943.

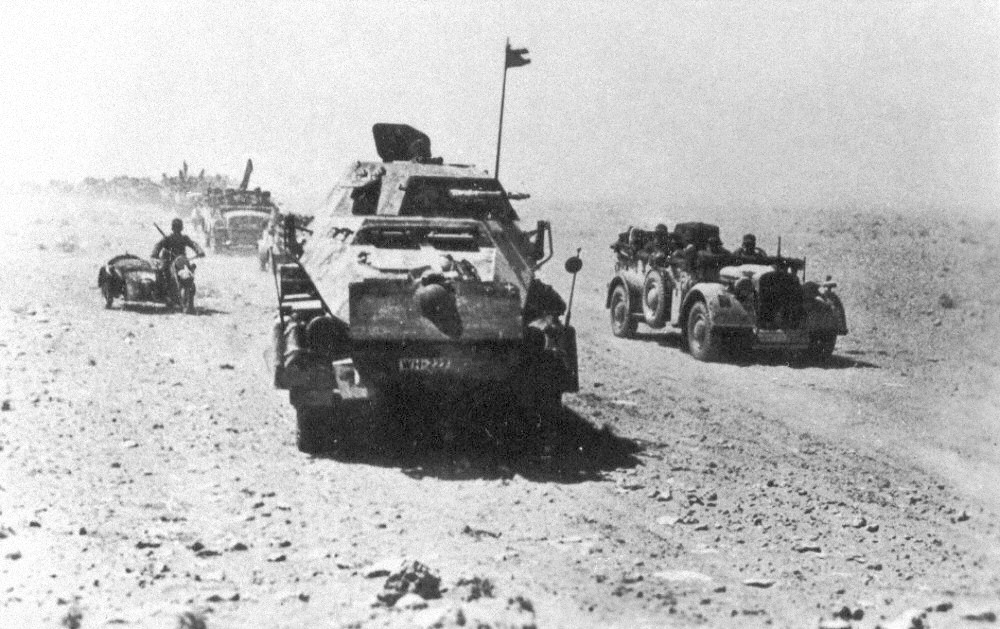
Avance de la 39e section Panzerjäger de la 21e Panzerdivision en 1942

#### Ordre de bataille le 10 février 1941
Kommandeur : généralmajor Streich
- Panzer Regiment 5
  - Stab (état major avec 2 leichte Panzerzüge)
  - 2 Abteilungen (groupe)
    - Stabskompanie (1 leichte Panzerzüg)
    - 2 leichte Kompanien
    - 1 mittlere Kompanie
- Regiment Stab zbV 200 (motorisé) (zbV = emploi spécial)
  - MG Bataillon 2
    - 3 MG Kompanien (compagnies de mitrailleuses)
    - 1 schwere Kompanie (cie lourde, ici 6 mortiers de 81 mm et 6 Pak 35/36)
    - 2 Pionierkompanien (Sapeurs)

  - MG Bataillon 8
    - 3 MG Kompanien (compagnies de mitrailleuses)
    - 1 Panzerjägerkompanie (compagnie antichar avec 9 PaK 35/36 de 3,7 cm)
    - 1 Pionierkompanie (Sapeurs)
- Aufklärungs Abteilung 3 (motorisé)
  - 1 Panzerkampfwagen Kompanie (25 autos blindées)
  - 1 Kradschützen Kompanie (motocyclistes)
  - 1 schwere Kompanie
- Abteilung/Artillerie Regiment 75 (motorisé)
  - 3 leichte Batterien (4 le.FH18 10,5 cm)
- Panzerjäger Abteilung 39 (motorisé)
  - 3 Panzerjäger Kompanien (8 PaK 35/36 et 3 PaK 38 de 5 cm)

- Panzerjäger Abteilung 605
  - 3 Panzerjäger Kompanien (9 Panzerjäger I)
- Flak Bataillon 606 (motorisé)
  - 3 leichte Flak Batterien (12 Sdkfz 10 semi chenillé armé du Flak 30 de 2 cm
- I Abteilung/Flak Regiment 33 (motorisé)
  - 3 schwere Flak Batterien (48,8 cm Flak 18
  - 2 leichte Flak Batterie (12 Flak 30/38 de 2 cm

#### Ordre de bataille en avril 1941
- Panzer Regiment 5, avec 2 Abteilung de chacun 3 compagnies légères et une lourde.
- Aufklärungsabteilung 3, avec deux compagnies d'automitrailleuses et deux de motocyclistes
- Infanterie Regiment z.b.V. 200, à deux bataillons, les 2e et 8e Maschinengewehr Bataillon.
- Panzerjägerabteilung 39 avec 9 canons de 88 mm
- Panzerjägerabteilung 605 équipé de Panzerjäger I
- Flak Abteilung 1/33 (défense anti-aérienne)
- Flak Abteilung 606 (défense anti-aérienne)

### Reconstitution en France et bataille de Normandie

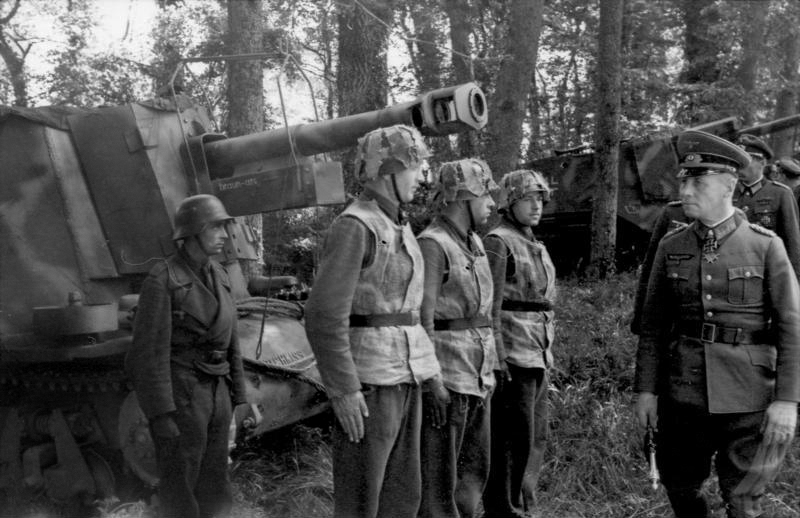
Le maréchal Rommel inspectant une unité de la 21e Panzerdivision en Normandie en mai 1944

La 931e brigade rapide est restructurée le 15 juillet 1943 dans la région de Rennes, en France, et est renommée 21e Panzerdivision. Elle est reconstituée au départ sur la base de la Panzer Artillerie Brigade, renommée Schnelle Brigade West (« brigade rapide de l'Ouest ») qui avait été équipée de matériels blindés français reconditionnés.
En juin 1944, lors des opérations Overlord et Neptune du Débarquement de Normandie, la 21e Panzerdivision est sous le commandement du Generalleutnant Edgar Feuchtinger depuis le 8 mai 1944 et dispose de 20 000 hommes. Positionnée au sud de Caen, avec un quartier-général établi à Saint-Pierre-sur-Dives, elle représente, de par sa localisation, un sérieux danger pour les unités alliées.
Elle parvient à contrer les alliés sur la plage de Sword et lors de l'opération Tonga, et lance une contre-attaque entre les plages Juno et Sword. Le premier bataillon du 192e régiment de grenadiers pousse jusqu’à la côte et ouvre un corridor, mais les chars ne suivent pas. Deux détachements attaquent de front les troupes anglaises et canadiennes à Biéville et à Périers et sont tenus en échec.
Affaiblie lors de la bataille de Caen, elle est finalement anéantie dans la poche de Falaise.

#### Ordre de bataille durant l’Opération Overlord

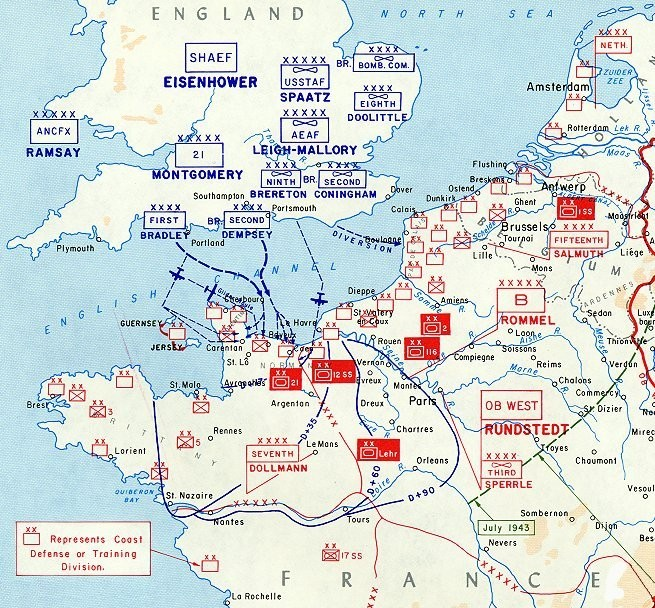
Position de la 21e Panzer-Division en juin 1944.

- Commandant : Generalleutnant Edgar Feuchtinger
- Panzer-Aufklärung-Abteilung 21
- Panzer-Regiment 22
- Panzerartillerie-Regiment 155
- Panzergrenadier-Regiment 192
- Panzergrenadier-Regiment 125
- Panzerjäger-Abteilung 200

### Opération Nordwind et derniers combats contre les soviétiques
Début septembre 1944 on décide de reconstituer l’unité. La nouvelle division est créée en renommant la 112. Panzer-Brigade qui prend le nom de 21. Panzer-Division. Elle va progressivement accroître ses effectifs durant les semaines qui suivent. L’unité combat en Alsace dès la fin du mois de septembre et se trouve sur la Ligne Siegfried fin décembre 1944. Rattachée au groupe d’attaque « Alsace » du 39e corps d’armée, elle quitte le secteur de Wissembourg le 4 janvier 1945 pour avancer vers Seltz. Le 8 janvier elle change de direction et rejoint les communes d’Hatten et de Rittershoffen pour aider les 25. Panzer-Grenadier-Division et 245VGD qui y sont alors en prise avec les américains. Ceux-ci lancent une contre-attaque le 10 janvier mais se font massacrer par les allemands. Le 16 janvier l’unité est véritablement épuisée et doit être remplacée par des éléments de la 7. Fallschirm-Jäger-Division. Elle récupère un temps puis se dirige vers le sud pour occuper à partir du 24 janvier le flanc gauche de la 10. SS-Panzer-Division« Frundsberg » qui tente d’avancer sur Bischwiller. Elle se trouve à ce moment-là dans le secteur d’Herrlisheim. Avec la fin de Nordwind à la fin de mois de janvier, elle redéployée début février sur le front de l'est en Pologne puis en Allemagne où elle se bat dans le cadre de la bataille de Berlin. La 21. Panzer-Division disparaît dans la poche d'Halbe peu avant la fin de la guerre, le 1er mai 1945.

#### Ordre de bataille durant l’Opération Nordwind
- Panzer-Regiment 100
- Panzergrenadier-Regiment 125
- Panzergrenadier-Regiment 192
- Panzer-Artillerie-Regiment 155
- Panzer-Aufklärungs-Abteilung 21
- Heeres-Flakartillerie-Abteilung 305
- Panzerjäger-Abteilung 200
- Panzer-Pionier-Bataillon 220
- Panzer-Versorgungstruppen 200

#### Ordre de bataille lors du basculement sur le front soviétique
- Panzer-Regiment 22
- Panzergrenadier-Regiment 125
- Panzergrenadier-Regiment 192
- Panzer-Artillerie-Regiment 155
- Panzer-Aufklärungs-Abteilung 21
- Heeres-Flakartillerie-Abteilung 305
- Panzerjäger-Abteilung 200
- Panzer-Pionier-Bataillon 220
- Panzer-Versorgungstruppen 200

## Théâtres d'opérations
- 1941
  - 11 janvier : Création de la 5. leichte Division (5e division légère) qui intègre le Deutsches Afrika Korps envoyé en Libye dans le cadre de l'Opération Sonnenblume.
  - Mars - juin : Benghazi, Mechili, Derna, siège de Tobrouk, Opération Battleaxe, opération Brevity et opération Skorpion
  - 1er août : la 5. leichte Division se reconstitue et devient la 21e Panzerdivision.
  - Novembre : Opération Crusader
  - Décembre : Retraite de Libye; Gazala, Mechili, Beda Fomm, Benghazi, Bardia
- 1942 : 
  - Opération Theseus
  - Opération Venezia
  - Opération Aberdeen
  - Bataille de Tobrouk
  - Bataille de Gazala
  - Bataille de Mersa Matruh
  - Opération Herkules
  - Bataille d'Alam el Halfa
  - El Alamein
  - Seconde bataille d'El Alamein
  - Retraite vers la Tunisie

- 1943 : 
  - Campagne de Tunisie
  - Bataille de Kasserine
- 1944 : 
  - Bataille de Normandie,
  - Opération Tonga
  - Poche de Falaise
  - Campagne de Lorraine
- 1945 :
  - Opération Nordwind
  - Bataille de Berlin

## Commandants

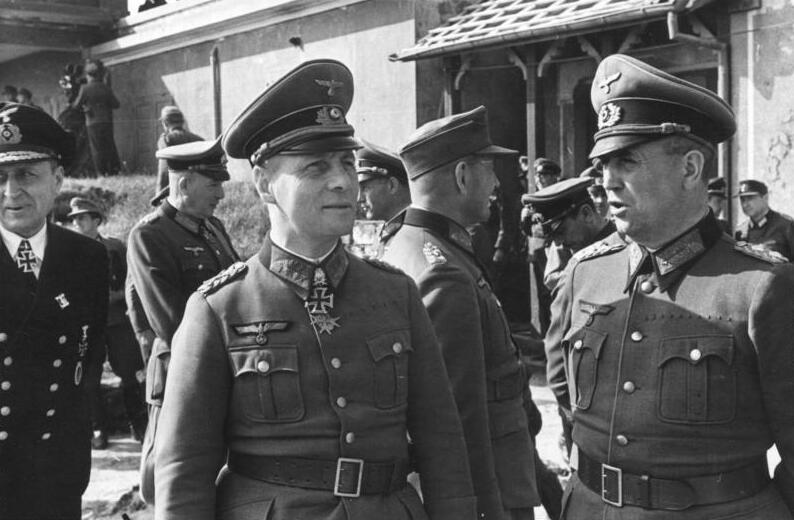
À droite, le General der infanterie Walter Buhle discutant avec le Generalfeldmarschall Erwin Rommel, le 30 mai 1944

| Début                                       | Fin               | Grade           | Nom                                                                 |
| ------------------------------------------- | ----------------- | --------------- | ------------------------------------------------------------------- |
| 1er août 1941                               | 29 novembre 1941  | Generalmajor    | Johann von Ravenstein (fait prisonnier)                             |
| 29 novembre 1941                            | 1er décembre 1941 | Oberstleutnant  | Gustav-Georg Knabe (commandant par intérim)                         |
| 1er décembre 1941                           | 11 février 1942   | Generalmajor    | Karl Böttcher                                                       |
| 11 février 1942                             | 21 juillet 1942   | Generalmajor    | Georg von Bismarck                                                  |
| 21 juillet 1942                             | 1er août 1942     | Oberst          | Alfred Bruer (commandant par intérim)                               |
| 1er août 1942                               | 31 août 1942      | Generalmajor    | Georg von Bismarck (tué sur le front)                               |
| 1er septembre 1942                          | 18 septembre 1942 | Oberst          | Carl-Hans Lungershausen (it) (commandant par intérim)               |
| 18 septembre 1942                           | 21 décembre 1942  | Generalmajor    | Heinz von Randow (tué sur le front)                                 |
| 21 décembre 1942                            | 1er janvier 1943  | Oberst          | Kurt Freiherr von Liebenstein (commandant par intérim)              |
| 1er janvier 1943                            | 25 avril 1943     | Generalmajor    | Hans-Georg Hildebrandt (it)                                         |
| 25 avril 1943                               | 13 mai 1943       | Oberst          | Heinrich-Hermann von Hülsen (en) (fait prisonnier avec la division) |
| 15 mai 1943 (reconstitution de la division) | 15 janvier 1944   | Generalleutnant | Edgar Feuchtinger                                                   |
| 15 janvier 1944                             | 8 mai 1944        | Generalmajor    | Oswin Grolig (pt)                                                   |
| 8 mars 1944                                 | 8 mai 1944        | Generalleutnant | Franz Westhoven                                                     |
| 8 mai 1944                                  | 25 janvier 1945   | Generalleutnant | Edgar Feuchtinger                                                   |
| 25 janvier 1945                             | 12 février 1945   | Oberst          | Helmut Zollenkopf                                                   |
| 12 février 1945                             | 8 mai 1945        | Generalleutnant | Werner Marcks                                                       |

## Composition
| 1942 Afrique du nord        | 1943 Tunisie                                                 | 1944 front de l'ouest                                         | 1945 front de l'est                                           |
| --------------------------- | ------------------------------------------------------------ | ------------------------------------------------------------- | ------------------------------------------------------------- |
| - Panzer-Regiment 5         | - Panzer-Regiment 5                                          | - Panzer-Regiment 100                                         | - Panzer-Regiment 22                                          |
| - Schützen Regiment 104     | - Panzergrenadier-Regiment 47 - Panzergrenadier-Regiment 104 | - Panzergrenadier-Regiment 125 - Panzergrenadier-Regiment 192 | - Panzergrenadier-Regiment 125 - Panzergrenadier-Regiment 192 |
| - Kradschützen-Bataillon 20 |                                                              |                                                               |                                                               |
| - Artillerie-Regiment 155   | - Panzerartillerie\|Panzer-Artillerie-Regiment 155           | - Panzer-Artillerie-Regiment 155                              | - Panzer-Artillerie-Regiment 155                              |
|                             | - Heeres-Flakartillerie-Abteilung 305                        | - Heeres-Flakartillerie-Abteilung 305                         | - Heeres-Flakartillerie-Abteilung 305                         |
| - Aufklärungs-Abteilung 3   | - Panzer-Aufklärungs-Abteilung 580                           | - Panzer-Aufklärungs-Abteilung 21                             | - Panzer-Aufklärungs-Abteilung 21                             |
| - Panzerjäger-Abteilung 39  | - Panzerjäger-Abteilung 200                                  | - Panzerjäger-Abteilung 200                                   | - Panzerjäger-Abteilung 200                                   |
| - Pionier-Bataillon 200     | - Panzer-Pionier-Bataillon 220                               | - Panzer-Pionier-Bataillon 220                                | - Panzer-Pionier-Bataillon 220                                |
| - Versorgungstruppen 200    | - Panzer-Versorgungstruppen 200                              | - Panzer-Versorgungstruppen 200                               | - Panzer-Versorgungstruppen 200                               |

## Récompenses
- 26 membres de la 21e Panzerdivision sont faits Chevaliers de la Croix de fer.
- 1 membre reçoit la Croix de Chevalier de la Croix de fer avec feuilles de chêne, en l'occurrence, l'Oberst Hermann von Oppeln-Bronikowski, commandant de la Panzer-Regiment 100 décoré le 28 juillet 1944 (no 536).